# Бяла-Река (Смолянская область)
Бяла-Река (болг. Бяла река) — населённый пункт в Болгарии. Находится в Смолянской области, входит в общину Рудозем. Население составляет 257 человек.

## Политическая ситуация
В местном кметстве Бяла-Река, в состав которого входит Бяла-Река, должность кмета (старосты) исполняет Хари Сергеев Малинов (Национальное движение «Симеон Второй» (НДСВ)) по результатам выборов правления кметства в 2007 году.
Кмет (мэр) общины Рудозем — Николай Иванов Бояджиев (коалиция партий: Граждане за европейское развитие Болгарии (ГЕРБ) и Земледельческий народный союз (ЗНС)) по результатам выборов 2007 года в правление общины.